# Raith Rovers F.C.
Raith Rovers Football Club – brytyjski klub piłkarski z siedzibą w Kirkcaldy grający w Scottish Championship.

## Europejskie puchary
Legenda do wszystkich tabel:
- Q – runda eliminacyjna, 1/16, 1/8, 1/4, 1/2 – odpowiednia faza rozgrywek, Grupa – runda grupowa, 1r gr – pierwsza runda grupowa, 2r gr – druga runda grupowa, F – finał, R – runda, PO – play-off
- k. – rzuty karne, los. – losowanie, Dogr. – dogrywka, w. – zasada bramek strzelonych na wyjeździe

| Sezon   | Rozgrywki   | Runda | Przeciwnik       | Dom | Wyjazd | Ogólnie |
| ------- | ----------- | ----- | ---------------- | --- | ------ | ------- |
| 1995/96 | Puchar UEFA | Q     | GÍ Gøta          | 4–0 | 2–2    | 6–2     |
| 1995/96 | Puchar UEFA | 1R    | Akraness         | 3–1 | 0–1    | 3–2     |
| 1995/96 | Puchar UEFA | 2R    | Bayern Monachium | 0–2 | 1–2    | 1–4     |